# 日東交通富津営業所
日東交通富津営業所（にっとうこうつうふっつえいぎょうしょ）は、千葉県富津市川名に位置する日東交通の営業所。
整備工場を併設しており、同社車両の車両はこの工場で点検・整備を行っている。

## 現行路線

### 路線バス
2021年4月11日の上総湊出張所の閉所により、上総湊出張所から継承した路線と富津市役所・君津駅線以外の路線で、PASMOが利用可能である。

#### 富津線
木更津駅西口と青堀駅を経由して富津公園を結ぶ路線である。運行区間の多くは県道90号を経由する。
夏期期間中は富津公園より先の富津ジャンボプールまで延長運転される。なお、ゴールデンウィーク期間中は一部の運行区間で渋滞が起こるため（富津公園での潮干狩り等）、定時運行ができない場合がある。
- 木更津駅西口 - 桜井 - 東門入口 - 中央門入口 - 青堀駅 - 三枝病院前 - 新井 - 富津公園
  - 1915年（大正4年）7月 - 君津自動車が木更津町 - 青堀駅間の運行を開始する。
  - 1920年（大正9年）
    - 3月19日 - （開設者不詳）青堀駅 - 富津間の運行を開始する。競合路線も含めて最終的には君津合同自動車に路線を譲渡している。
    - 6月30日 - 共三自動車部が木更津 - 青堀 - 富津 - 大貫 - 佐貫 - 小山野 - 法木作 - 木更津間の運行を開始する。

  - 2003年（平成15年）2月16日 - イオン富津ショッピングセンター（現：イオンモール富津）への乗り入れを開始する（一部便のみ）。
  - 2009年（平成21年）10月1日 - イオンモール富津への乗り入れを廃止。同時に、土曜休日ダイヤを廃止し全日ダイヤでの運行に変更。木更津営業所との共管がなくなり、全便が当営業所の受持ちとなった。

#### 畑沢線
木更津駅西口と君津駅南口を結ぶ路線である。途中、国道127号線と新日鐵住金社宅や住宅地が密集する畑沢地区を経由する。ほとんどの便が当営業所の受持ちであるが、平日朝の1往復のみ木更津営業所が運行する。
- 木更津駅西口 - 国道請西 - 君津中央病院 - 畑沢マーケット前 - 陽光台 - 君津市役所 - 君津駅南口
  - 2003年（平成15年）7月15日 - 君津中央病院（玄関前）への乗り入れを開始する。

#### 三島線
木更津駅西口から君津中央病院・君津バスターミナルを経由して中島を結ぶ路線である。途中、国道127号線を経由する。
路線名の「三島」は、かつて中島より先の粟倉・三島・尾崎方面まで運行されていたことに由来する。
- 木更津駅西口 - 国道請西 - 君津中央病院 - 八重原 - 法木作 - 君津バスターミナル - 中島
  - 1920年（大正9年）7月28日 - 君津自動車が木更津 - 西粟倉の運行を2往復で開始する。
  - 1927年（昭和2年） - 二入まで延長。
  - 1928年（昭和3年） - 辻森まで延長。
  - 1931年（昭和6年） - 
    - 正木まで延長。
    - 西粟倉 - 植畑の路線を開業。

  - 1930年代 - 県道の開通と連動し、最終的には豊英まで路線が延長。
  - 2003年（平成15年）7月15日 - 君津中央病院（玄関前）への乗り入れを開始する。
  - 2005年（平成17年）10月1日 - 粟倉 - 尾崎を廃止。同時に君津バスターミナルへの乗入れを開始。
  - 2009年（平成21年）11月2日 - 中島 - 粟倉を廃止（廃止区間は君津市コミュニティバスが代替運行）。
  - 2012年（平成24年）12月16日 - 木更津営業所平田車庫から当営業所へ移管。

#### 周西線
君津製鉄所・君津駅南口から君津バスターミナルを経由して中島・粟倉を結ぶ路線である。
- 君津駅南口 - 君津市役所 - 杢師四丁目 - 外箕輪 - 法木作 - 君津バスターミナル - 中島
- 君津駅南口 - 君津市役所 - 杢師四丁目 - 外箕輪 - 法木作 - 君津バスターミナル - 中島 - 粟倉 - 清和公民館
- イオンタウン君津 - 君津駅南口 - 君津市役所 - 杢師四丁目 - 外箕輪 - 法木作 - 君津バスターミナル - 中島
- 中央門前 - 大和田陸橋下 - イオンタウン君津 - 君津駅南口 - 君津市役所 - 杢師四丁目 - 外箕輪 - 法木作 - 君津バスターミナル - 中島（平日のみ運行）
- 中央門前 - 大和田陸橋下 - イオンタウン君津 - 君津駅南口 - 君津市役所 - 杢師四丁目 - 外箕輪 - 法木作 - 君津バスターミナル - 中島 - 粟倉 - 清和公民館（平日のみ運行）
  - 2005年（平成17年）10月1日 - 粟倉 - 尾崎を廃止。同時に君津バスターミナルへの乗入れを開始。
  - 2009年（平成21年）11月2日 - 中島 - 粟倉を廃止（廃止区間は君津市コミュニティバスが代替運行）。
  - 2012年（平成24年）12月16日 - 木更津営業所平田車庫から当営業所へ移管。
  - 2018年（平成30年）7月1日 - 「中野西公園」を「イオンタウン君津」に改称。
  - 2018年（平成30年）10月16日 - イオンタウン君津発着、大和田陸橋下発着、中央門前発着の系統を新設。同時に君津製鐵所発着を減便及び土休日ダイヤの君津製鐵所〜中央門前〜大和田陸橋下間が運休になった。(土休日ダイヤでは、大和田陸橋下発着になる。）
  - 2019年（平成31年）4月1日 - 君津製鐵所の停留所名が君津製鉄所に変更。
  - 2023年（令和5年）9月1日 - 中島～清和公民館（粟倉）を再延伸[1]。君津製鉄所～中央門前を短縮[2]。

#### イオンモール木更津線
木更津駅から市民会館・イオンモール・畑沢を経て、君津駅を結ぶ路線である。富津営業所と木更津営業所の共管である。
朝夜の時間帯に限りイオンモール木更津従業員口を経由する便がある。
- 木更津駅西口 - 木更津港 - 木更津市民会館前 - イオンモール木更津
- 木更津駅西口 - 木更津港 - 木更津市民会館前 - イオンモール木更津 - 港南台一丁目 - 畑沢マーケット前 - 陽光台 - 君津市役所前 - 君津駅南口
- 君津駅南口 - 君津市役所前 - 陽光台 - 畑沢マーケット前 - 港南台一丁目 - イオンモール木更津
  - 2014年（平成26年）10月15日 - 運行を開始する。

#### イオンモール富津線
君津駅・青堀駅とイオンモール富津を結ぶ路線である。今まで青堀駅からイオン富津ショッピングセンター（当時）まで行くには徒歩を要するなど不便を強いられてきたが、当該路線の開業により買い物等のアクセスが格段に向上した。
出入庫便として早朝に1本のみだが、富津営業所 → 君津駅北口の運行がある。
- 君津駅北口 - 君津台中央 - 大和田陸橋下 - 青堀駅 - イオンモール富津
- 富津営業所 → 青堀駅 → 大和田陸橋下 → 君津駅北口
  - 1995年（平成7年）12月2日 - 運行を開始する。
  - 2000年（平成12年）11月16日 - 大和田社宅への乗り入れを廃止する。
  - 2002年（平成14年）7月20日 - 君津台への乗り入れを開始する。
  - 2013年（平成25年）1月1日 - ダイヤ改正。最終便の繰り下げと復路の富津営業所行きを廃止する。

#### 富津市役所・君津駅線
大貫駅東口から富津市役所・青堀駅を経て君津駅南口を結ぶ路線である。当初、市役所閉庁日（土曜・休日及び年末年始）は全便運休となっていたが、2012年（平成24年）10月1日より君津駅南口への延長の際に早朝の1往復及び年末年始を除き毎日運行へと変更された。
- 大貫駅東口 - 富津市役所 - 下飯野 - 青堀駅 - 人見大橋 - 君津駅南口
- 大貫駅東口 - 富津市役所 - 下飯野 - 青堀駅 - 人見大橋 - アピタ前 - 君津駅南口
  - 2002年（平成14年）4月1日 - 当営業所より天羽日東バス（当時）へ移管。
  - 2012年（平成24年）10月1日 - 青堀駅 - アピタ前（一部便のみ経由） - 君津駅南口間を延長。
  - 2017年（平成29年）10月1日 - 天羽日東バスの吸収合併に伴い、当営業所上総湊出張所の管轄となる。
  - 2017年（平成29年）10月16日 - 上総湊出張所から当営業所へ再び移管。
  - 2021年（令和3年）10月11日-ダイヤ改正。イオンモール富津線と接続伴う時刻変更。同時に全ての便を富津市役所経由に変更[4]。

#### 湊富津・笹毛線
- 上総湊駅 - 笹毛 - 佐貫町駅 - 小久保 - 大貫駅前 - 川名 - 富津公園
- 笹毛 - 佐貫町駅 - 小久保 - 大貫駅前 - 川名 - 富津公園
- 佐貫町駅 - 小久保 - 大貫駅前 - 川名 - 富津公園
  - 2021年（令和3年）4月11日以前の沿革、路線の詳細は
  - 2021年（令和3年）4月11日 - 上総湊出張所から当営業所に移管。

#### 鹿野山線
- 佐貫町駅 - 佐貫郵便局前 - 宝竜寺 - 周南入口 - 山麓 - マザー牧場 - 神野寺
- 佐貫町駅 - 佐貫郵便局前 - 宝竜寺 - 周南入口 - 山麓
  - 2021年（令和3年）4月11日以前の沿革、路線の詳細は
  - 2021年（令和3年）4月11日 - 上総湊出張所から当営業所に移管。

#### 戸面原線
- 上総湊駅 - 天羽高校前 - 湊小学校前 - 天神山入口 - 環駅 - 上後 - 関豊駅 - 戸面原ダム
- 上総湊駅 - 天羽高校前 - 湊小学校前 - 天神山入口 - 環駅 - 上後
  - 2021年（令和3年）4月11日以前の沿革、路線の詳細は
  - 2021年（令和3年）4月11日 - 上総湊出張所から当営業所に移管。

#### 竹岡線
- 上総湊駅 - 竹岡橋 - 竹岡駅前 - 高島別荘入口
- 上総湊駅 - 竹岡橋 - 竹岡駅前 - 高島別荘入口 - 平磯海岸 - 東京湾フェリー
  - 2021年（令和3年）4月11日以前の沿革、路線の詳細は
  - 2021年（令和3年）4月11日 - 上総湊出張所から当営業所に移管。

#### 君津 - マザー牧場線
君津駅とマザー牧場を結ぶ路線である。今まで同区間はマザー牧場が独自で無料送迎バス（予約制・1往復）を運行していたが、当該路線の開業により有償化と増発がされる格好となった。他の一般路線とは異なり、運賃は前払いとなっている。
- - 君津駅南口 - マザー牧場
  - 2016年（平成28年）11月1日 - 運行を開始する。

#### 金谷 -マザー牧場線
- 東京湾フェリー - マザー牧場
  - 2021年（令和3年）4月11日以前の沿革、路線の詳細は
  - 2021年（令和3年）4月11日 - 上総湊出張所から当営業所に移管。

## 過去の路線

### 廃止路線
以下の路線は現在、君津市コミュニティバスが代替運行。
周南線
- 木更津駅西口 - 君津中央病院 - 八重原社宅 - 法木作 - 周南公民館
  - 2005年（平成17年）10月1日 - 廃止

貞元線
- 君津製鐵所 - 君津駅南口 - 貞元社宅 - 周南公民館 - 作木
  - 2005年（平成17年）10月1日 - 廃止

君津市内線
- 君津製鐵所 - 君津駅南口 - 南子安小 - 市民文化ホール - 中島
  - 1990年（平成2年）11月1日 - 君津駅 - 君津市役所 - 市民文化ホール - 中島間として運行を開始する。
  - 2005年（平成17年）10月1日 - 廃止

## 営業所の沿革
- 1993年（平成5年） - 富津営業所を現在地に開設。
- 1994年（平成6年）10月1日 - 湊出張所（当時）を天羽日東バスへ分社化の上、移管する。
- 2012年（平成24年）12月16日 - 木更津営業所平田車庫の廃止に伴い、平田車庫の管轄路線を当営業所で継承する。
- 2017年（平成29年）10月1日 - 天羽日東バスを吸収合併。再び当営業所の上総湊出張所となる。
- 2021年（令和3年）4月11日 - 上総湊出張所を統合､ 上総湊出張所は案内所となる[6]。
- 2025年（令和7年）4月1日 - 旧天羽日東バス管轄の路線バスにPASMOを導入[7]。

## 車両
配属車は以下の通り、国内3メーカーを揃えている。
- いすゞ自動車
  - エルガ、エルガミオ

- UDトラックス（旧:日産ディーゼル）
  - RN、スペースランナーRM

- 三菱ふそうトラック・バス
  - エアロミディMJ、エアロミディME、エアロスター

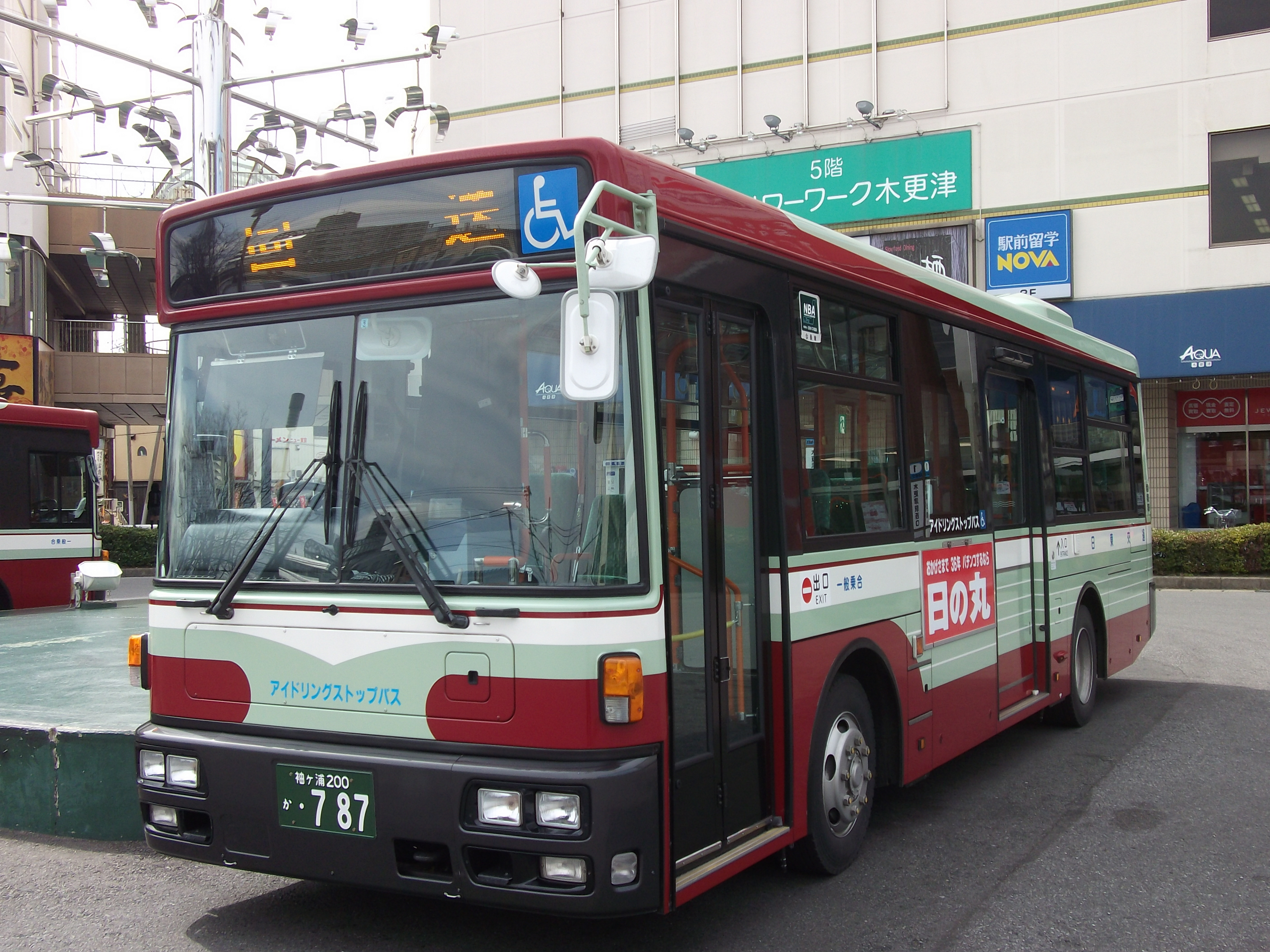
同営業所所属の一般路線車 （日産ディーゼル・スペースランナーRM）
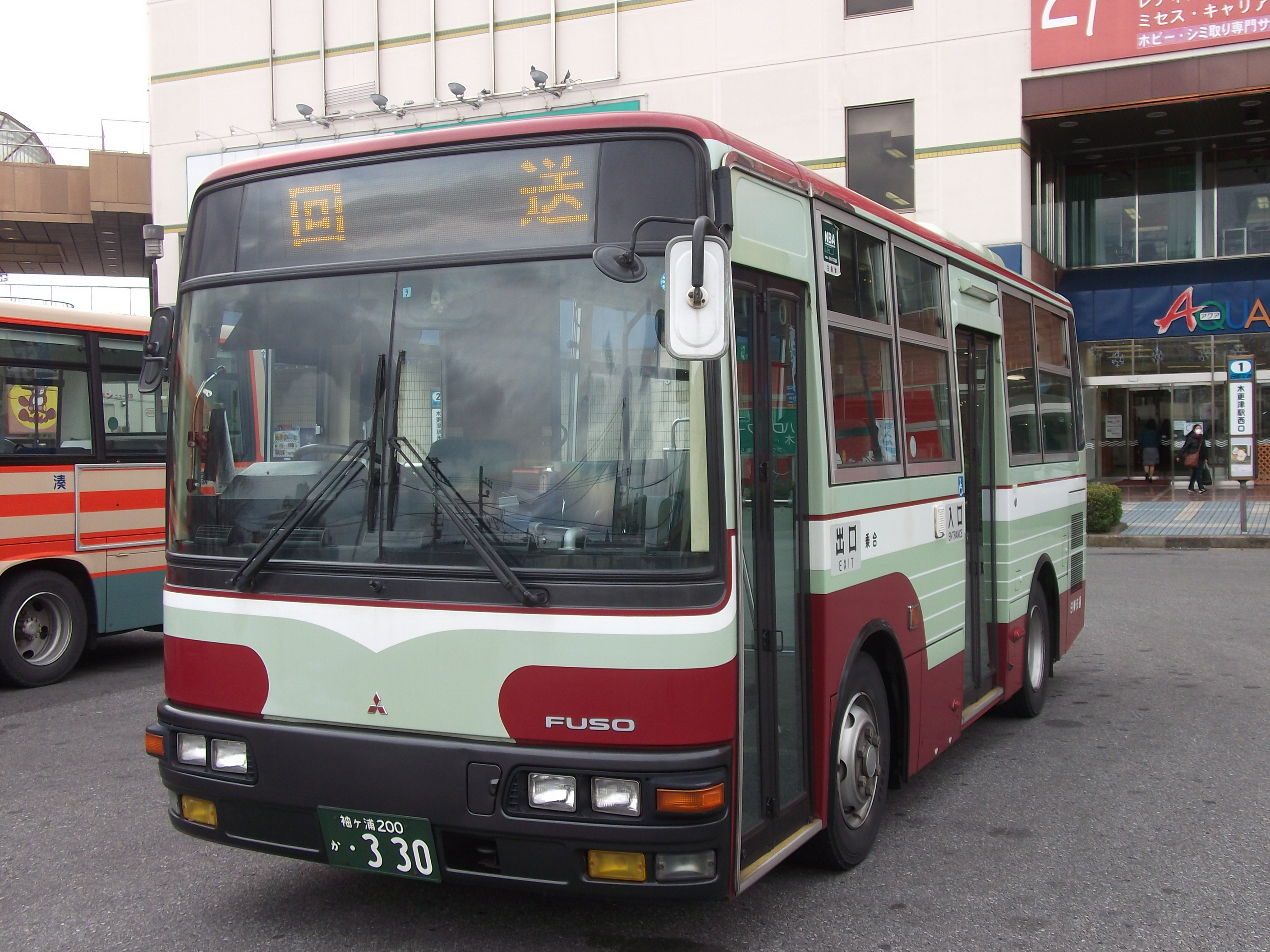
同営業所所属の一般路線車 （三菱ふそう・エアロミディMJ）
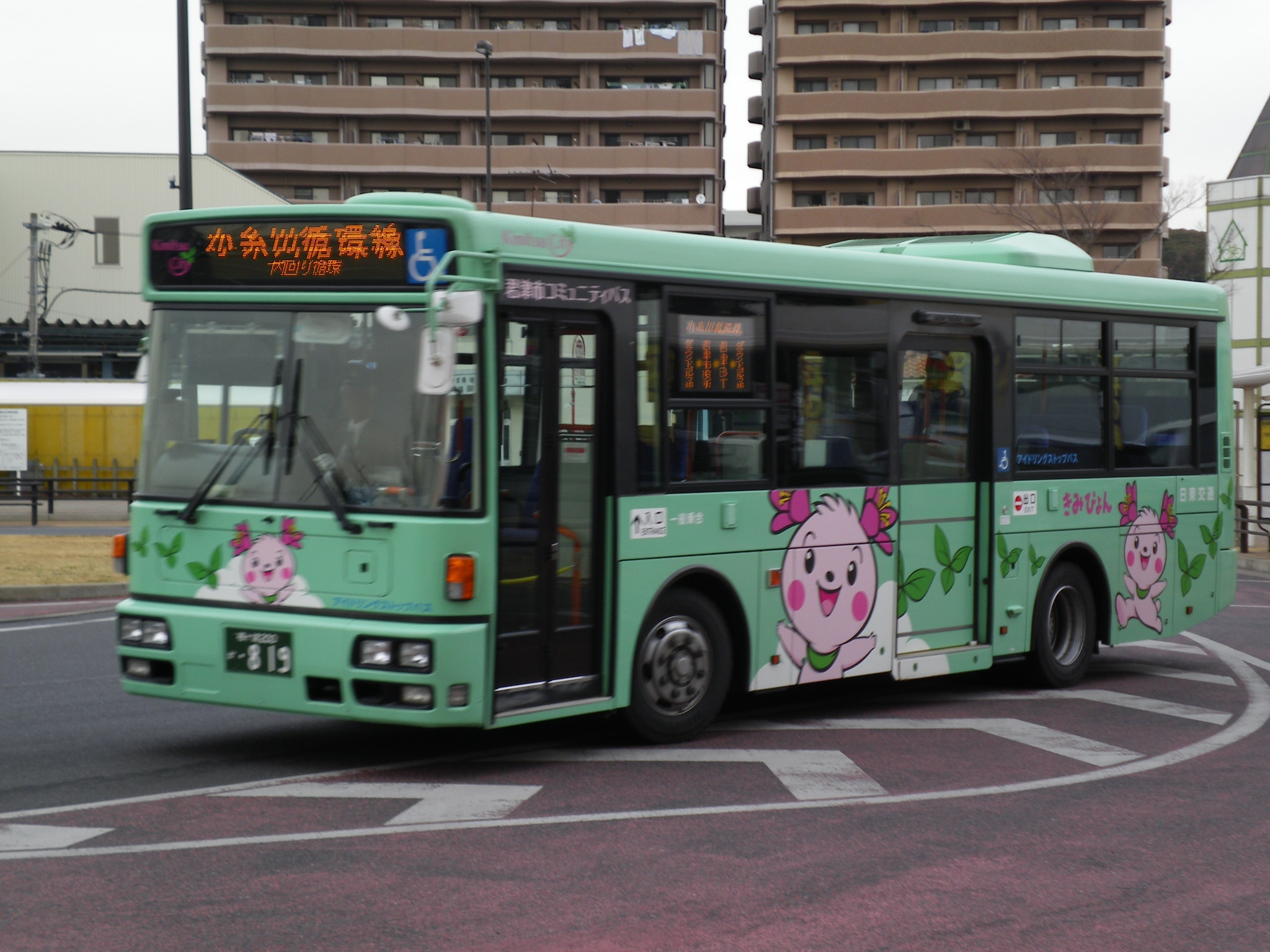
君津市コミュニティバス （日産ディーゼル・スペースランナーRM）